# Ám ảnh kinh hoàng 2
Ám ảnh kinh hoàng 2  (tựa gốc: The Conjuring 2) là bộ phim kinh dị siêu nhiên Mỹ phát hành năm 2016 của đạo diễn James Wan với kịch bản của Carey Hayes, Chad Hayes, Wan và David Leslie Johnson. Đây là phần hai của phim năm 2013, The Conjuring, với Patrick Wilson và Vera Farmiga tiếp tục thủ vai hai thám tử săn ma Ed và Lorraine Warren. Phim theo chân họ sang Anh quốc để giúp đỡ gia đình Hodgson khi họ bị tấn công bởi hàng loạt các hiện tượng ma ám được biết đến về sau dưới tên Enfield Poltergeist (hiện tượng ma ám Enfield) tại chính căn nhà của họ vào năm 1977. Phim sáng tạo dựa trên các ghi chép và tư liệu có thật.
The Conjuring 2 phát hành tại Mỹ ngày 10 tháng 6 năm 2016 và tái khởi chiếu vào ngày 21 tháng 1 năm 2022. Phim được giới phê bình khen ngợi và là một thành công lớn về mặt doanh thu.

## Nội dung
Phim bắt đầu vào năm 1976 với cảnh Ed và Lorraine Warren nghiên cứu căn nhà nơi xảy ra vụ thảm sát Amityville, để làm sáng tỏ liệu tên sát nhân Ronald DeFeo, Jr. có thật sự bị quỷ ám mà giết cả gia đình mình vào ngày 13 tháng 11 năm 1974 hay không. Trong khi đang nhập tâm, Lorraine bị cuốn vào một ảo ảnh nơi cô nhìn thấy toàn bộ cuộc thảm sát, các hồn ma dẫn cô xuống hầm nơi cô chạm trán một con ma hình thù như ma sơ tấn công cô và cho cô thấy cảnh Ed bị đâm đến chết bằng cọc gỗ nhọn.
Năm 1977, tại London, gia đình Hodgson chứng kiến nhiều điều kỳ lạ như chiếc xe chạy ra từ túp lều, tiếng nói của một ông già (ông già lưng còng trong chiếc hộp nhạc), cái bóng của ông già lưng còng khi Janet (cô con gái thứ hai của nhà Hodgson) đi vào phòng, những vết cắn to hơn răng của lũ trẻ,... sau khi Janet sử dụng bàn cầu cơ nhận được từ một người bạn. Janet thường đi mộng du và nói chuyện với người lạ trong mơ với nội dung ghê rợn. Những hiện tượng kỳ quái được cả người ngoài bao gồm hàng xóm và cảnh sát làm chứng trong nhà. Khi truyền thông phỏng vấn nhà Hodgson, Janet bị một hồn ma tên Bill Wilkins nhập, nhận là chủ cũ của căn nhà. Tại Mỹ, Lorraine một lần nữa gặp lại ma sơ qua một ảo giác ngay trong nhà mình. Trong cơn tức giận vì bị quấy rối, cô hỏi linh hồn "Tên ngươi là gì?" rồi tỉnh lại thấy mình đã dùng bút rạch nát cuốn Kinh Thánh trên tay. Khi mọi chuyện bắt đầu vượt quá sức chịu đựng của cả gia đình Hodgson thì chuyện này cũng lan đến tai nhà Warren qua một đoạn ghi âm. Hai vợ chồng nhà Warren được cử qua Anh để xác minh chuyện ma quỷ. Lorraine, sợ rằng điềm báo của cô về cái chết của Ed sẽ thành hiện thực đã miễn cưỡng đến London.
Khi ở lại nhà Hodgson, Ed và Lorraine hợp sức với hai nhà nghiên cứu tâm linh khác là Maurice Grosse và Anita Gregory, để xác minh vụ án. Điều lạ là Lorraine khi đến nhà Hodgson thì năng lực ngoại cảm của cô không cảm nhận được gì. Các bằng chứng về ma ám cũng có nhiều tranh cãi. Dù vụ án có mùi giả tạo, Ed và Lorraine vẫn chọn đặt lòng tin vào nhà Hodgson. Một đêm khi Janet bị quỷ nhập dữ dội, máy quay bên ngoài phát hiện đây là trò lừa đảo khi ghi được hình Janet dựng hiện trường giả là bị ma ám. Vụ án đóng lại và tất cả mọi người rời bỏ nhà Hodgson sau khi ra kết luận là họ lừa đảo. Sau khi mọi người đi hết Janet mới nói cho cả nhà biết là con quỷ bắt cô làm vậy để đuổi hết những sự giúp đỡ đi hoặc nó sẽ giết hết cả nhà.
Lorraine dù thất vọng vì bị lừa nhưng vẫn thấy có gì không ổn. Khi lên tàu hỏa, một điềm báo chỉ dẫn Ed liên kết hai cuộn băng ghi âm giọng nói Janet lúc bị quỷ nhập. Hai câu nói vô nghĩa ghép lại thành một câu kêu cứu đẩy Lorraine vào một ảo ảnh khác. Trong ảo ảnh này, Lorraine gặp Bill Wilkins và nhận ra ông chỉ là con tốt thí bị ma sơ khống chế và điều khiển để phân tán và khiến cô bị đánh lạc hướng thủ phạm thật sự. Hồn ma của Bill Wilkins cố giúp Lorraine bằng cách gợi ý cô đi tìm cái tên.
Tỉnh lại, Lorraine cùng Ed tức tốc quay ngược lại nhà Hodgson và phát hiện ra Janet đang bị nhốt trong nhà và sắp sửa bị con quỷ thâu tóm và sát hại trong khi cả gia đình bất lực gào thét bên ngoài. Ed liều mình xông vào cứu Janet trong khi Lorraine hốt hoảng khi thấy cái cây bên ngoài bị sét đánh thành cái cọc gỗ y như cô đã thấy trong ảo ảnh. Janet bị con quỷ xúi nhảy lầu, thẳng xuống cái cọc gỗ nhọn bên dưới. Ed kịp bắt cô bé lại khi cô vừa nhảy ra khỏi cửa sổ nhưng Ed chỉ bám víu được vào một cái màn sắp đứt trong khi một tay giữ Janet lơ lửng trên không. Lorraine trong cơn hoảng sợ vắt óc suy nghĩ xem con quỷ tên gì. Cô sực nhớ đã hỏi thẳng nó trong lần ảo ảnh thứ hai và nhớ ra cuốn Kinh Thánh bị rạch. Những nét rạch ghép thành tên con quỷ là Valak. Lorraine lao vào nhà và làm phép đuổi con quỷ về địa ngục, cứu chồng lẫn Janet. Trong đoạn kết, người mẹ nhà Hodgson vẫn ở lại sống tại căn nhà tới ngày mất vào năm 2003, ngay tại cái ghế mà ông chủ cũ Bill Wilkins qua đời trước đó.

## Diễn viên
- Vera Farmiga vai Lorraine Warren
- Patrick Wilson vai Ed Warren
- Frances O'Connor vai Peggy Hodgson
- Madison Wolfe vai Janet Hodgson
- Simon McBurney vai Maurice Grosse
- Franka Potente vai Anita Gregory
- Lauren Esposito vai Margaret Hodgson
- Patrick McAuley vai Johnny Hodgson
- Benjamin Haigh vai Billy Hodgson
- Maria Doyle Kennedy vai Peggy Nottingham
- Simon Delaney vai Vic Nottingham
- Shannon Kook vai Drew Thomas
- Sterling Jerins as Judy Warren
- Bob Adrian vai Bill Wilkins
- Abhi Sinha vai Harry Whitmark
- Robin Atkin Downes lồng tiếng vai con quỷ
- Bonnie Aarons vai "Ma" sơ / Valak
- Javier Botet vai ông già lưng còng

## Sản xuất

### Phát triển
Tháng bảy năm 2013, trước khi The Conjuring phát hành, Variety đưa tin rằng New Line Cinema đã bắt đầu phát triển phần hai của loạt phim, sau khi phần 1 được kết quả tích cực từ các buổi chiếu thử nghiệm. Kịch bản được chính các biên kịch của phần một là Chad và Carey Hayes cùng với đạo diễn James Wan biên soạn, và được Eric Heisserer biên tập lại. Tháng Giêng năm 2015, David Leslie Johnson được báo cáo là đã được mời tham gia chỉnh sửa thêm cho kịch bản. Bộ phim tập trung vào vụ ma ám Enfield (Enfield Poltergeist), xảy ra tại Khu tự trị Enfield (Luân Đôn) từ năm 1977 tới 1979, và liên quan tới các hoạt động ma ám nhằm vào hai chị em, tuổi 11 và 13, tại căn nhà của họ. The Conjuring 2 cũng được cho biết sẽ liên quan tới vụ án nổi tiếng và được ghi nhận nhiều nhất của nhà Warren, The Amityville Horror.

### Tiền kỳ
– James Wan.
Tháng 7 năm 2013, Vera Farmiga và Patrick Wilson được báo cáo đã ký hợp đồng tham gia tiếp vai diễn của họ trong The Conjuring 2. Thông tin được chính thức xác nhận tháng 2 năm 2014. Ngày 21 tháng 10 năm 2014, James Wan được công bố sẽ tiếp tục đạo diễn phần hai, và quá trình sản xuất sẽ bắt đầu vào mùa hè năm 2015. Tháng ba năm 2015, Wan đến London để thám thính địa điểm. Đầu tháng 7 năm 2015, hai diễn viên Farmiga và Wilson đến gặp Lorraine Warren tại Trung tâm nghiên cứu siêu nhiên New England ở Connecticut để chuẩn bị cho vai diễn. Ngày 28 tháng 7 năm 2015, Wan chính thức khởi động giai đoạn tiền kỳ. Tháng tám năm 2015, bộ phim nhận 5.6 triệu đô la Mỹ ưu đãi thuế từ Hội đồng điện ảnh California khi sản xuất bộ phim tại đây.
Ngày 13 tháng 9 năm 2015, Don Burgess xác nhận làm đạo diễn hình ảnh cho phim. Tháng 9 năm 2015, Frances O'Connor, Simon McBurney, Lauren Esposito, và Madison Wolfe tham gia vào bộ phim. Franka Potente, Simon Delaney, Maria Doyle Kennedy, Patrick McAuley và Benjamin Haigh về sau được công bố tham gia vào dàn diễn viên cuối tháng đó. Tháng 11 năm 2015, Abhi Sinha được công bố sẽ tham gia phim. Vào ngày 1 tháng 12 năm 2015, Sterling Jerins được công bố sẽ tiếp tục thể hiện vai con gái nhà Warren, Judy.

### Quay phim
Quá trình quay phim chính của The Conjuring 2 bắt đầu ngày 21 tháng 9 năm 2015, tại Los Angeles, California. Rút kinh nghiệm lần trước khi nhiều hiện tượng khó hiểu xảy ra trong lúc sản xuất phần một, các nhà sản xuất đã mời linh mục từ Giáo phận Công giáo Rôma Santa Fe đến để cầu nguyện cho phim trường. Sản xuất chuyển qua London ngày 18 tháng 11 năm 2015, với các cảnh quay trong và lân cận The Warrington, một quán rượu trong khu dân cư Maida Vale. Ngày 22 tháng 11, đoàn tiến hành quay phim tại nhà ga Marylebone . Quay phim kết thúc ngày 1 tháng 12 năm 2015. Sản xuất kéo dài 50 ngày, 40 ngày trên phim trường và Los Angeles, và 10 ngày tại London.

### Hậu kỳ
Phim chiếu thử tại sự kiện thường niên CinemaCon tại Las Vegas tháng 4 năm 2016 và nhận được sự phản ứng tích cực và một tràng pháo tay từ phía khán giả.

## Âm nhạc
Nhạc phim của The Conjuring 2 được Joseph Bishara biên soạn và phát hành ngày 3 tháng 6 năm 2016, bởi WaterTower Music. Bishara, một người thường xuyên hợp tác với James Wan, tham gia soạn nhạc sau các đóng góp của ông cho The Conjuring và loạt phim Insidious. Patrick Wilson hát bản nhạc "Can't Help Falling in Love" của Elvis Presley với đàn guitar trong phim. Các bài Thánh ca như "London Calling" của The Clash và "This Old Man" cũng được sử dụng. Giống như phần trước, Mark Isham đóng góp cho nhạc phim với các bản nhạc chủ đề như "Photograph" và "Happy Family".

## Phân phối

### Quảng bá
Tháng 12 năm 2015, Entertainment Weekly cho ra mắt hình ảnh đầu tiên của phim, giới thiệu nhân vật của diễn viên Madison Wolfe. Ngày 6 tháng 1 năm 2016, James Wan đăng một clip lên tài khoản mạng xã hội của ông báo rằng trailer chính thức sẽ được tung ra ngày hôm sau. Cùng ngày, Yahoo! Movies cho công bố hai ảnh độc quyền từ phim. Ngày 26 tháng 3 năm 2016, Wan cho ra mắt một trailer dài hơn tại WonderCon. Trong tuần trước ngày công chiếu, Trailer cho truyền hình bắt đầu được chiếu. Nó được nối tiếp bởi một phóng sự đặc biệt: Strange Happenings in Enfield, xoay quanh trải nghiệm của chị em nhà Hodgson và Lorraine Warren với vụ ma ám. Hai tuần trước ngày công chiếu The Conjuring 2, các fan có cơ hội tham quan thực tế ảo 360 độ trong phim trường căn nhà ma Enfield. Sau đó, một phóng sự khác tên là Audio Recordings, xoay quanh các đoạn thu âm quỷ ám đã truyền cảm hứng cho phim ra mắt.

### Công chiếu tại rạp
The Conjuring 2 ban đầu được lên lịch ra mắt ngày 23 tháng 10 năm 2015, nhưng vào tháng 10 năm 2015, Warner Bros. dời bộ phim sang năm 2016. Ngày 11 tháng 11 năm 2015, ngày công chiếu bị đẩy sang 10 tháng 6 năm 2016, rơi vào mùa hè giống như phần một. The Conjuring 2 có buổi công chiếu thảm đỏ tại TCL Chinese Theatre ngày 7 tháng 6 năm 2016, trong khuôn khổ Liên hoan phim Los Angeles, ba ngày trước khi công chiếu rộng rãi toàn cầu.

## Nhận xét

### Doanh thu
Tính tới 15 tháng 6 năm 2016, The Conjuring 2 đã thu về 53.2 triệu đô la Mỹ từ thị trường Bắc Mỹ và 51.5 triệu đô la Mỹ từ các thị trường khác cho tổng số toàn cầu 104.7 triệu đô la Mỹ, vượt xa kinh phí 40 triệu đô la Mỹ của phim.[3]
Tại Bắc Mỹ, phim khởi chiếu ngày 10 tháng 6 năm 2016, cùng lúc với Warcraft và Now You See Me 2, và được dự báo sẽ thu 35–40 triệu đô la Mỹ từ 3,343 rạp chiếu trong cuối tuần đó. Phim thu về 3.4 triệu đô la Mỹ từ buổi chiếu thử ngày thứ Năm, vượt qua con số 3.3 triệu đô la Mỹ từ phần 1, và 16.4 triệu đô la Mỹ ngay ngày đầu công chiếu. Trong cuối tuần đầu công chiếu, phim thu 40.3 triệu đô la Mỹ từ 3,434 rạp chiếu (ngang ngửa với phần 1 - 41.8 triệu đô la Mỹ), đây là doanh số mở màn lớn nhất của một phim kinh dị cả từ phần 1 năm 2013 và doanh thu lớn nhất mọi thời đại trong tháng Sáu.
Ngoài Bắc Mỹ, phim đồng công chiếu tại 44 quốc gia cùng một cuối tuần với Hoa Kỳ, và thu về 51.5 triệu đô la Mỹ trong cuối tuần công chiếu từ 10,400 màn chiếu, đứng thứ hai sau Warcraft. Phim ghi kỷ lục doanh thu mở màn khủng nhất mọi thời đại của một phim kinh dị tại 24 thị trường, bao gồm Mexico (1.6 triệu đô la Mỹ), Brazil ($735,000), Australia ($401,000) và toàn châu Mỹ Latin. Hơn nữa, tính theo cuối tuần công chiếu, phim đạt doanh thu mở màn lớn nhất cho một phim kinh dị tại 26 thị trường, bao gồm Mexico ($9 triệu), Brazil ($4.1 triệu), và Australia ($3 triệu). Phim đạt doanh thu 4 triệu đô la Mỹ tại Hàn Quốc và 4.2 triệu đô la Mỹ trong 5 ngày đầu công chiếu tại Ấn Độ. Tại Argentina, phim đạt doanh thu lớn thứ hai cho Warner Bros. với $2.85 triệu đô la Mỹ, sau Batman v Superman: Dawn of Justice.

### Đánh giá
The Conjuring 2 nhận được những lời phê bình tích cực. Website Rotten Tomatoes thống kê tỷ lệ bình chọn 77%, dựa trên 166 nhận xét chuyên môn, với điểm trung bình 6.6/10. Metacritic cho điểm trung bình 65 trên 100, dựa trên 38 lời phê bình, đạt mức "yêu thích phổ quát". Trên CinemaScore, khán giả cho phim điểm A–, bằng điểm với phần 1.
Trong bài phê bình cho tờ The Hollywood Reporter, Sheri Linden khen ngợi bộ phim: "Ba năm sau The Conjuring với tính kinh dị truyền thống, đạo diễn James Wan đã nâng cược với phần hai xuất sắc." Owen Gleiberman của Variety cho nhận xét trái chiều: "Ở một mức độ, The Conjuring 2 là một phim chiếu rạp liên hợp không tệ, không hơn không kém, nhưng ở một mức khác, nó cho fan một suất bảo đảm kinh dị. Nếu có quỷ ngoài đó thì cũng có Chúa. Khán giả sẽ trả tiền để xem cả hai." Từ báo TheWrap, Alonso Duralde cho nhận xét tích cực: "Sự kinh dị ít khi đánh vào cùng chỗ, mặc cho nhiều nỗ lực từ các phần phim kinh dị nối tiếp, nhưng dù The Conjuring 2 không chuyển tải được những cú giật mình thỏa mãn như phần 1, nó cũng giữ được độ ghê rợn xuyên suốt, với mối khiếp đảm chậm rãi leo thang lên bạn qua thời gian."
Chris Nashawaty từ Entertainment Weekly cho điểm B-, cho rằng "không có gì xứng tầm với cảnh 'vỗ tay' xuất sắc từ phần 1." Jacob Wilkins từ tờ The Cavalier Daily ca ngợi phim, gọi Wan là "bậc thầy kinh dị" và khen phim "tươi mới, thuần chất và gây lo sợ". Pete Hammond của trang Deadline.com viết rằng ông "ngạc nhiên thích thú" với phần 2 và những gì Wan đạt được với phim: "Đây là những thứ rất thu hút, ngay cả trong các môi trường điện ảnh thân quen."

### Giải thưởng
| Giải                  | Hạng mục              | Đề cử           | kết quả   |
| --------------------- | --------------------- | --------------- | --------- |
| Golden Trailer Awards | Kinh dị xuất sắc      | New Line Cinema | Đề cử     |
| Golden Trailer Awards | Kinh dị xuất sắc (TV) | New Line Cinema | Đoạt giải |

## Tương lai
Wan cho biết phần ba sẽ có thể được làm nếu phản hồi của The Conjuring 2 đảm bảo. Tuy nhiên ông có thể không tham gia đạo diễn do kẹt lịch với các dự án khác. Biên kịch Chad và Carey Hayes cũng có ý định tham gia vào viết câu chuyện cho một phần phim nữa.
Ngày 15 tháng 6 năm 2016, có thông tin rằng một bộ phim tên The Nun, tập trung vào câu chuyện của "Ma" sơ Valak, đang được phát triển với Johnson biên kịch. Wan và Safran sản xuất.